# 胡明朗
胡明朗（1967年5月16日—），男，汉族，湖北武汉人，中华人民共和国政治人物。1985年1月参加工作，1996年12月加入中国共产党。曾任重庆市公安局党委书记、局长、督察长，中共重庆市委政法委副书记，现任应急管理部副部长。

## 生平
1985年，他进入柳州市公安局担任基层民警后，在广西公安界打滚多年，曾任河池市公安局副局长，柳州市人民政府副市长，柳州市公安局副局长、局长，南宁市人民政府副市长，南宁市公安局局长。2014年12月，进京赴任公安部禁毒局局长。2016年11月，改任公安部治安管理局局长。
2017年7月，任陕西省公安厅厅长、党委书记，隔年1月当选为陕西省人民政府副省长。2020年9月，接替已落马的邓恢林担任重庆市人民政府副市长，重庆市公安局党委书记、局长。2024年2月，卸任重庆市公安局党委书记、局长职务。
同月，经国务院任命，任应急管理部副部长。 成为近十年来四位重庆市公安局长中第一位正常离任者。